# Хрњевац
Хрњевац је насељено место у саставу града Кутјева, у западној Славонији, Република Хрватска.

## Историја
До нове територијалне организације налазило се у саставу бивше велике општине Славонска Пожега.

## Становништво
На попису становништва 2011. године, Хрњевац је имао 174 становника.
| Националност       | 1991.        |
| Хрвати             | 196 (94,68%) |
| Срби               | 3 (1,44%)    |
| Југословени        | 0            |
| остали и непознато | 8 (3,86%)    |
| Укупно             | 207          |